# Ocotea zoque
Ocotea zoque är en lagerväxtart som beskrevs av Lorea-hern.. Ocotea zoque ingår i släktet Ocotea och familjen lagerväxter. Inga underarter finns listade i Catalogue of Life.